# BoyNextDoor
BoyNextDoor (Hangul: 보이넥스트도어, estilizado BOYNEXTDOOR) es una boy band surcoreana de K-pop originaria de Seúl. Formada por KOZ Entertainment en 2023, es la primera boy band creada por Zico, fundador de KOZ Entertainment, y la primera boy band de K-pop creada por Yasushi Akimoto, productor japonés de AKB48 (un popular grupo femenino de J-pop con una formación cambiante, al igual que sus grupos hermanos, Nogizaka46 y muchos otros). Está formada por seis miembros: Sungho, Riwoo, Jaehyun, Taesan, Leehan y Woonhak. Debutaron el 30 de mayo de 2023 con el sencillo Who!

## Historia

### 2019–2023: Formación e introducción
En 2019, el rapero y productor Zico fundó KOZ Entertainment como una subsidiaria de Hybe Corporation. Los integrantes Sungho y Riwoo aprobaron sus audiciones para la agencia en septiembre de 2021.
El 16 de abril de 2023, la agencia anunció la formación de su primer grupo de chicos, llamado BoyNextDoor, mediante el lanzamiento de un «logo motion» en YouTube. La empresa explicó que el nombre del grupo sugiere que la banda «será amigable y accesible». El siguiente mes, el 14 de mayo, la compañía publicó una serie de GIFs en las redes sociales de BoyNextDoor para presentar a cada miembro.

### 2023–presente: Debut conWho!
El 30 de mayo de 2023 BoyNextDoor realizó su debut con el álbum "Who!" el cual incluía 3 canciones: But I Like You, One and Only y Serenade.
El 13 de julio, KOZ Entertainment informó que el grupo lanzaría nueva música en septiembre de 2023. El 8 de agosto se confirmó el lanzamiento de su segundo EP Why...el cual fue lanzado el 4 de septiembre concordando así con la fecha de cumpleaños de Sungho. Este álbum contó con 3 canciones, que continuaron con la historia romántica comenzada previamente en "Who!".

## Integrantes
- Sungho (성호 - Park Sungho)
- Riwoo (리우 - Lee Sanghyeok) - Main dancer
- Jaehyun (명재현 - Myung Jaehyun) - Líder[8]
- Taesan (태산 - Han Dongmin)
- Leehan (이한 - Kim Donghyun)
- Woonhak (운학 - Kim Woonhak)

## Discografía

### EPs
| Año                                                                                    | Álbum | Posicionamiento en listas | Posicionamiento en listas | Posicionamiento en listas | Posicionamiento en listas | Posicionamiento en listas | Certificaciones    | Ventas                       |
| Año                                                                                    | Álbum | EUA                       | EUA                       | COR                       | JPN                       | JPN                       | Certificaciones    | Ventas                       |
| Año                                                                                    | Álbum | Billb. 200                | World                     | COR                       | Hot                       | Oricon                    | Certificaciones    | Ventas                       |
| -------------------------------------------------------------------------------------- | --- | ------------------------- | ------------------------- | ------------------------- | ------------------------- | ------------------------- | ------------------ | ---------------------------- |
| 2023                                                                                   | Why.. - Lanzamiento: 4 de septiembre de 2023 - Discográfica: KOZ Entertainment - Formato: CD, descarga digital, streaming | 162                       | 3                         | 3                         | 3                         | 3                         | - KMCA: 2× Platino | - COR: 537 199 - JPN: 40 431 |
| 2024                                                                                   | How? - Lanzamiento: 15 de abril de 2024 - Discográfica: KOZ Entertainment - Formato: CD, descarga digital, streaming      | 93                        | 3                         | 1                         | 1                         | 1                         | - KMCA: 2× Platino | - COR: 786 144               |
| 2024                                                                                   | 19.99 - Lanzamiento: 9 de septiembre de 2024 - Discográfica: KOZ Entertainment - Formato: CD, descarga digital, streaming | 40                        | 1                         | 1                         | 1                         | 1                         |                    | - COR: 949 610               |
| «—» indica que el álbum no alcanzó posición alguna o no fue lanzado en ese territorio. | |                           |                           |                           |                           |                           |                    |                              |

### Álbumes sencillos
| 2023                                                                                   | Who! - Lanzamiento: 30 de mayo de 2023 - Discográfica: KOZ Entertainment - Formato: CD, descarga digital, streaming      | 5 | - KMCA: Platino | - COR: 270 574 - JPN: 19 849 |
| 2024                                                                                   | And, - Lanzamiento: 10 de julio de 2024 - Discográfica: Universal Music Japan - Formato: CD, descarga digital, streaming | — |                 |                              |
| «—» indica que el álbum no alcanzó posición alguna o no fue lanzado en ese territorio. | |   |                 |                              |

### Sencillos
| Año                                                                                | Título                                    | Posición más alta | Posición más alta | Posición más alta | Álbum                  |
| Año                                                                                | Título                                    | COR               | COR               | JPN               | Álbum                  |
| Año                                                                                | Título                                    | Circle            | Songs             | JPN               | Álbum                  |
| ---------------------------------------------------------------------------------- | ----------------------------------------- | ----------------- | ----------------- | ----------------- | ---------------------- |
| 2023                                                                               | «But I Like You» (돌아버리겠다)           | —                 | —                 | —                 | Who!                   |
| 2023                                                                               | «One and Only»                            | —                 | —                 | —                 | Who!                   |
| 2023                                                                               | «Serenade»                                | —                 | —                 | —                 | Who!                   |
| 2023                                                                               | «But Sometimes» (뭣 갈아)                 | 96                | —                 | —                 | Why..                  |
| 2023                                                                               | «Fadeaway»                                | —                 | —                 | —                 | Garbage Time OST       |
| 2024                                                                               | «Earth, Wind & Fire»                      | 85                | —                 | —                 | How?                   |
| 2024                                                                               | «Earth, Wind & Fire» (Versión en japonés) | —                 | —                 | —                 | And,                   |
| 2024                                                                               | «Lucky Charm»                             | —                 | —                 | —                 | Miss Night and Day OST |
| 2024                                                                               | «Good Day»                                | —                 | —                 | —                 | And,                   |
| 2024                                                                               | «Dangerous» (부모님 관람불가)             | 65                | —                 | —                 | 19.99                  |
| 2024                                                                               | «Nice Guy»                                | 42                | 24                | 53                | 19.99                  |
| «—» indica que el sencillo no alcanzó posición alguna o no fue lanzado en el país. |                                           |                   |                   |                   |                        |

### Otras canciones
| Año                                                                                | Título                     | Posición más alta | Álbum |
| Año                                                                                | Título                     | COR               | Álbum |
| ---------------------------------------------------------------------------------- | -------------------------- | ----------------- | ----- |
| 2024                                                                               | «Gonna Be a Rock» (돌멩이) | 118               | 19.99 |
| 2024                                                                               | «20» (스물)                | 128               | 19.99 |
| 2024                                                                               | «Call Me»                  | 156               | 19.99 |
| «—» indica que el sencillo no alcanzó posición alguna o no fue lanzado en el país. |                            |                   |       |

## Giras musicales

### BoyNextDoor Knock on Vol.1
| Fecha                   | Ciudad    | País          | Lugar                                 | Asistencia |
| ----------------------- | --------- | ------------- | ------------------------------------- | ---------- |
| 14 de diciembre de 2024 | Incheon   | Corea del Sur | Inspire Arena                         |            |
| 15 de diciembre de 2024 | Incheon   | Corea del Sur | Inspire Arena                         |            |
| 30 de enero de 2025     | Tokio     | Japón         | Tachikawa Stage Garden                |            |
| 2 de febrero de 2025    | Aichi     | Japón         | Niterra Hall                          |            |
| 8 de febrero de 2025    | Osaka     | Japón         | Osaka International Convention Center |            |
| 9 de febrero de 2025    | Osaka     | Japón         | Osaka International Convention Center |            |
| 15 de febrero de 2025   | Miyagi    | Japón         | Sendai Sun Plaza                      |            |
| 18 de febrero de 2025   | Fukuoka   | Japón         | Fukuoka Sunpalace                     |            |
| 19 de febrero de 2025   | Fukuoka   | Japón         | Fukuoka Sunpalace                     |            |
| 22 de febrero de 2025   | Kanagawa  | Japón         | PACIFICO Yokohama                     |            |
| 24 de febrero de 2025   | Kanagawa  | Japón         | PACIFICO Yokohama                     |            |
| 15 de marzo de 2025     | Singapur  | Singapur      | Arena @Expo (Hall 7)                  |            |
| 22 de marzo de 2025     | Manila    | Filipinas     | Araneta Coliseum                      |            |
| 29 de marzo de 2025     | Bangkok   | Tailandia     | Thunder Dome                          |            |
| 3 de abril de 2025      | Taipei    | Taiwán        | New Taipei City Exhibition Hall       |            |
| 6 de abril de 2025      | Hong Kong | Hong Kong     | AsiaWorld-Expo (Hall 10)              |            |
| 3 de abril de 2025      | Yakarta   | Indonesia     | Istora Senayan                        |            |

### Festivales y otros conciertos
| Fecha                | Evento               | Ciudad  | País          | Lugar                        | Ref.   |
| -------------------- | -------------------- | ------- | ------------- | ---------------------------- | ------ |
| 10 de junio de 2023  | Weverse Con Festival | Seúl    | Corea del Sur | Live PLay                    | [ 25 ] |
| 11 de mayo de 2024   | KCON                 | Chiba   | Japón         | Estadio Chiba Marine         | [ 26 ] |
| 19 de mayo de 2024   | SBS Mega Concert     | Incheon | Corea del Sur | Estadio Munhak               | [ 27 ] |
| 15 de junio de 2024  | Weverse Con Festival | Incheon | Corea del Sur | INSPIRE Entertainment Resort | [ 28 ] |
| 18 de agosto de 2024 | Summer Sonic         | Tokio   | Japón         | Makuhari Messe               | [ 29 ] |